# Hălăucești
Hălăucești è un comune della Romania che ha 5 829 abitanti, ubicato nel distretto di Iași, nella regione storica della Moldavia.
Il comune è formato dall'unione di 2 villaggi: Hălăucești e Luncași.